# Skřípina lesní

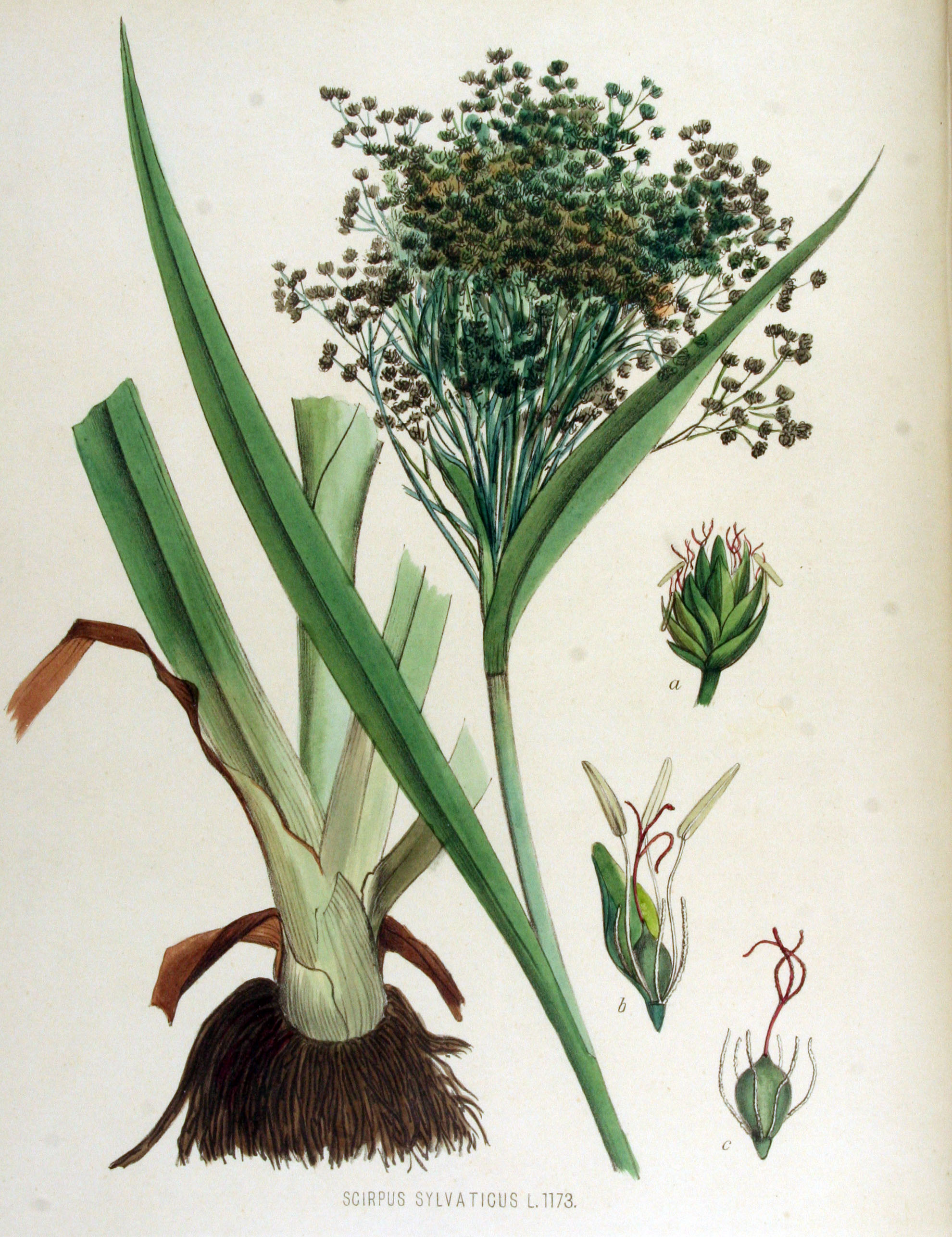
Zobrazení skřípiny lesní

Skřípina lesní (Scirpus sylvaticus) je jeden ze dvou původních druhů rodu skřípina, které rostou v České republice. Je to vytrvalá, jednoděložná rostlina vlhkých půd vyskytující se v chladnějších oblastech Evropy, jen ojediněle se objevuje v západní Asii a na severovýchodě Severní Americe. V Česku je rozšířena po většině území, od nížin až do podhůří.

## Ekologie
Roste výhradně na trvale vlhkých až bažinatých půdách, na slatiništích, zamokřených loukách a pastvinách, v blízkosti vodních ploch a vývěrů vody, ve starých zarůstajících rybnících, vlhkých příkopech a také v zaplavovaných lužních lesích. Nejlépe se ji daří ve výživné půdě s vysokou hladinou podzemní vody, na plném slunci i v polostínu.

## Popis
Vytrvalá, v trsech rostoucí, 30 až 90 cm vysoká bylina s přímou, bezkolénkovou lodyhou rostoucí z výběžkatého oddenku. Nevýrazně trojhranná, dutá, dření naplněná lodyha je po celé délce střídavě porostlá leskle zelenými, pochvatými, po obvodě drsnými, kýlnatými listy, které jsou úzké (1,2 cm), dlouhé a často přerůstají lodyhu. Na vrcholu je lodyha zakončena bohatým, široce kruželovitým květenstvím, až 20 cm dlouhým, podepřeným třemi plochými listeny. Svazečky květenství se skládají z vejčitých klásků nazelenalé barvy. V klásku vyrůstá z paždí podlouhlých pluch až 20 drobných, oboupohlavných kvítků se šesti bělavými, okvětními štětinkami. Kvítek obsahuje tři tyčinky s prašníky a svrchní, třídílný semeník s čnělkou s tříramennou bliznou. Někdy vyroste níže na lodyze z úžlabí listu ještě druhé, menší květenství. Větrosnubné kvítky kvetou v červnu až srpnu.

## Rozmnožování
Plody jsou tupě trojboké, asi 1 mm dlouhé nažky slámově žluté barvy, jejich semena mají dobu klíčivosti kratší než rok. Na přirozeném stanovišti se samovolně rozmnožuje nejčastěji rozrůstáním oddenku, dobře zakořeňuje na novém místě i jeho odlomená část odplavena vodou. Na větší vzdálenosti se šíří semeny, kterých produkuje velké množství.

## Význam
Skřípina lesní je vhodná k osazování okrajů vodních nádrží a potoků, nebo trvale vlhkých míst rozlehlých přírodních parků. Je však nutno počítat s rychlým rozrůstáním z oddenků. Uměle se může rozmnožovat jarním dělením trsů nebo výsevem semen do bahnitého substrátu.
V minulosti rostliny sloužily jako vhodný materiál k pletení domácích doplňků (rohože, košíky, misky) a vnitřky lodyh se používaly jako knoty do kahanů. V léčitelství se kořene užívalo co močopudného prostředku.

## Galerie

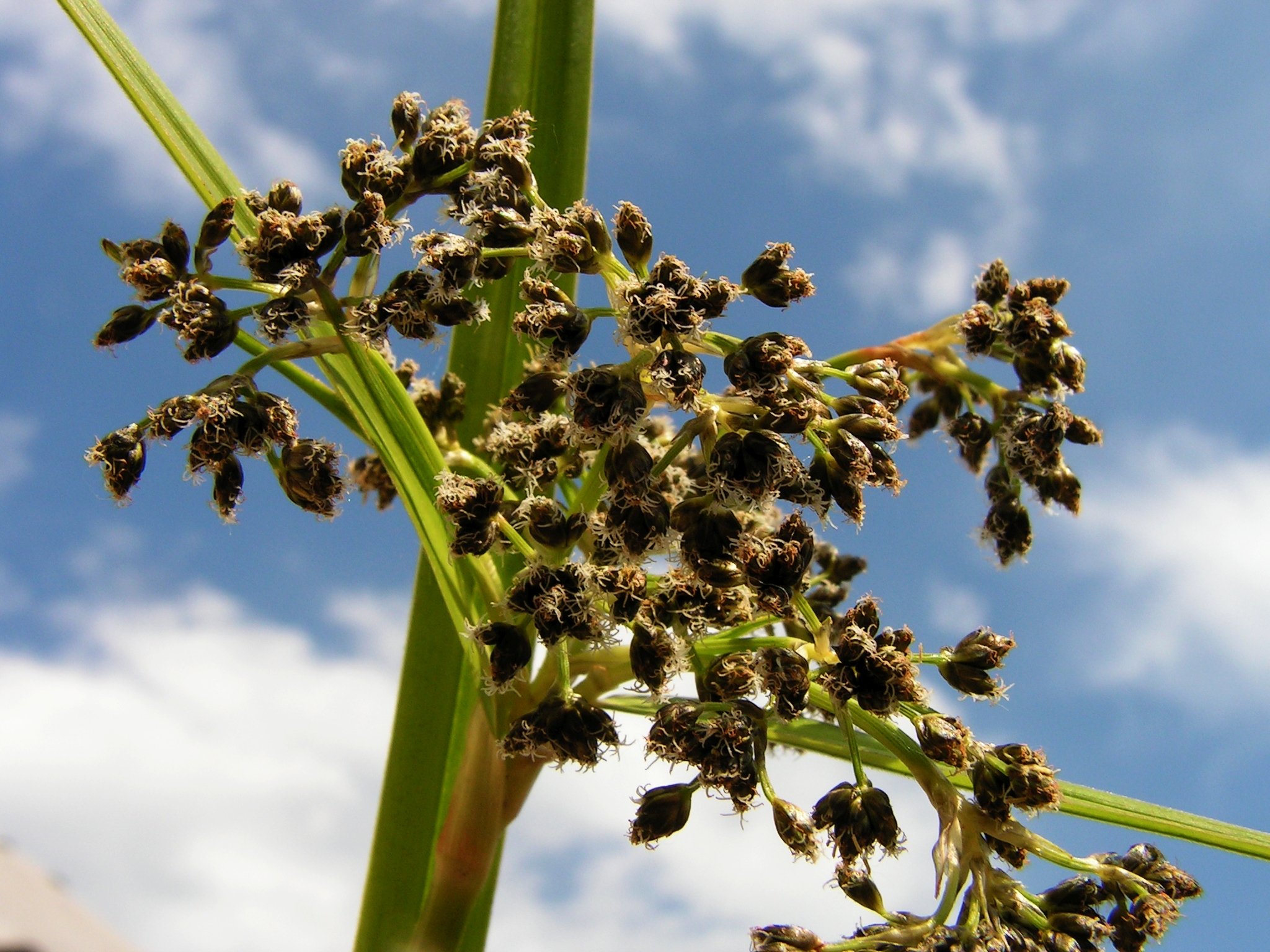
Kvetoucí květenství
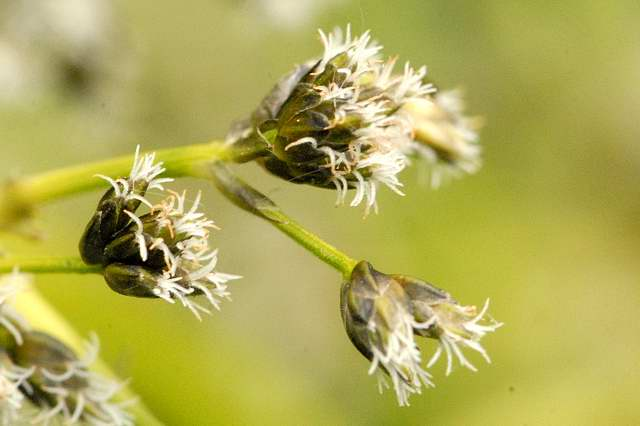
Svazečky s klásky
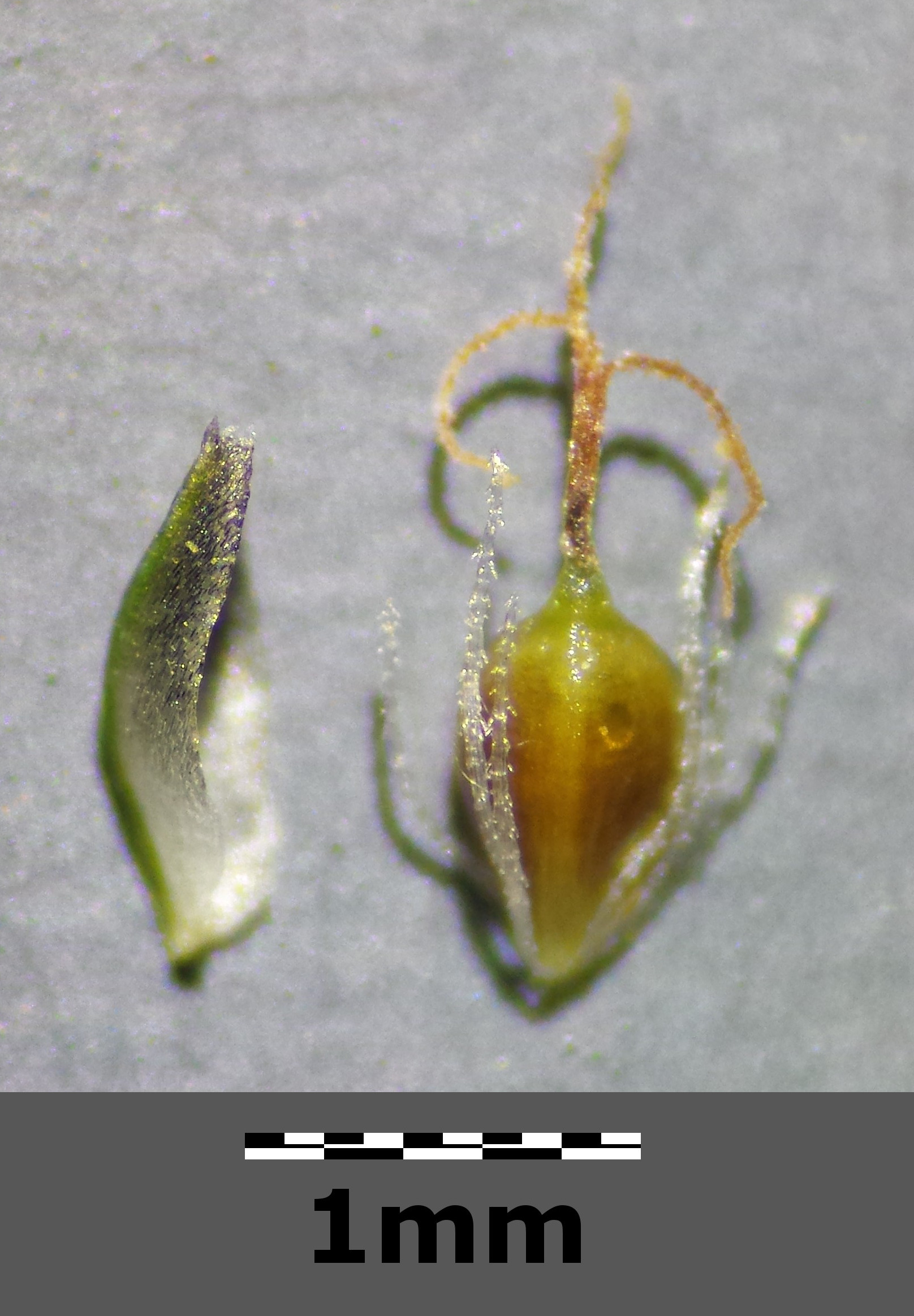
Nažka